# Lac Soap
Pour les articles homonymes, voir Soap.
Le lac Soap (en anglais : Soap Lake) est un lac américain de type lac de soude, dans le comté de Shasta, en Californie. Il est situé à 1 925 mètres d'altitude au sein du parc national volcanique de Lassen.